# グロリオサ
グロリオサは、熱帯アジア及びアフリカ原産のイヌサフラン科（APG植物分類体系。旧分類ではユリ科）グロリオサ属の植物で、球茎を持つ落葉性の多年生植物。乾季のないモンスーン気候に適している。別名、ユリグルマ、キツネユリ。
日本では高知県などで観賞用の球根の商業栽培が行われている。

## 特徴
グロリオサは葉先が巻きひげになり、他の植物に巻きひげをからみつけることで高さ3メートルにも達することがある。花の色は、鮮やかな赤またはオレンジである。花びらははっきりと反っている｡

## 毒性
グロリオサの球根はヤマノイモやナガイモの担根体に似ているが、コルヒチンやグロリオシンという毒（アルカロイド）が含まれているため、食べると危険である。
コルヒチンは、全草に含まれるが、特に球根に多く含まれる。
2007年10月21日、静岡県に住む男性が観賞用に栽培していたものをヤマイモと間違えて食べたところ、同月23日に死亡した。同様の死亡事故は2006年9月に高知県、2020年2月に鹿児島県、2022年4月に宮崎県で発生している。また広い地域で主食とされるヤムイモとも似ており、世界的に誤食や意図的な死亡事故が発生している。

## 海外での受容
グロリオサの一種、G.rothschildianaはジンバブエの国花であり、かつてローデシアの国花でもあった。

## 種
2024年6月時点で、11種が認められる。
- G. flavovirens
- G. grandiflora -
- G. lindeni -
- G. littonioides -
- G. revoilii -
- G. rothschildiana - 栽培用に好まれる。ジンバブエの国花。
- G. superba - 栽培用に好まれる

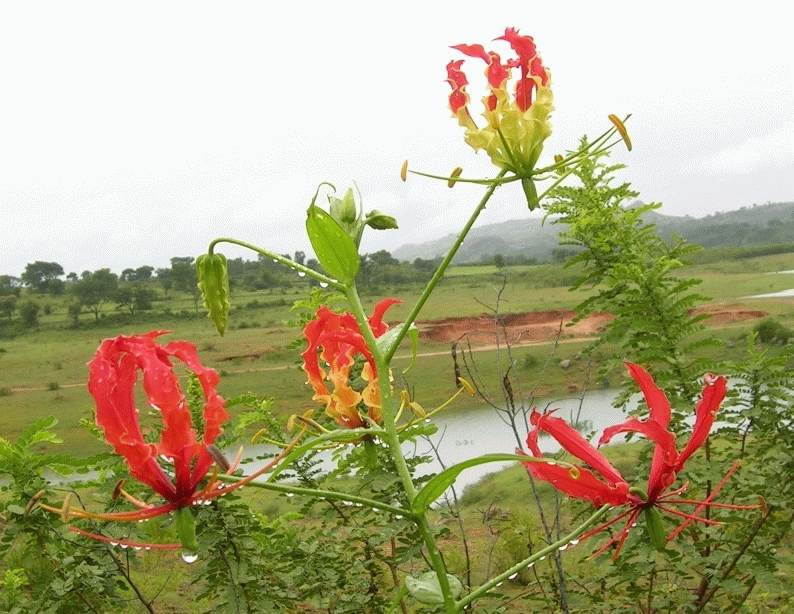
Gloriosa superba
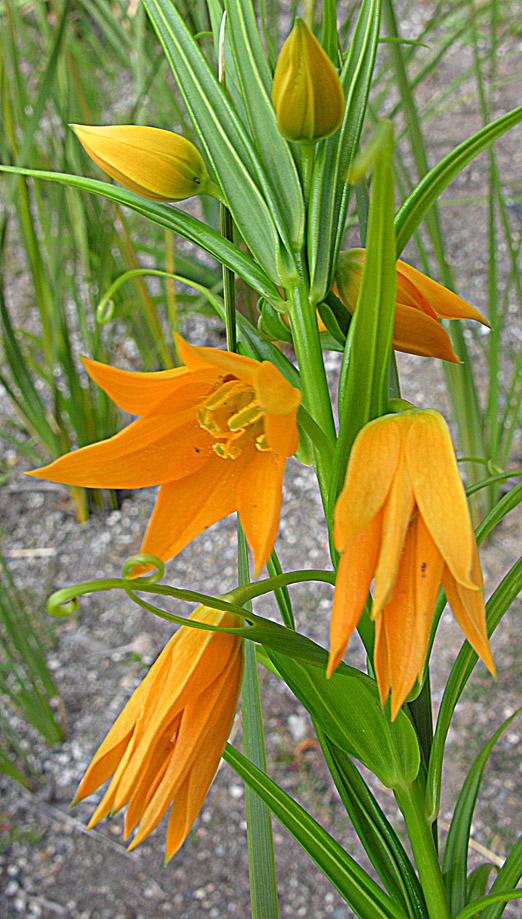
Gloriosa modesta
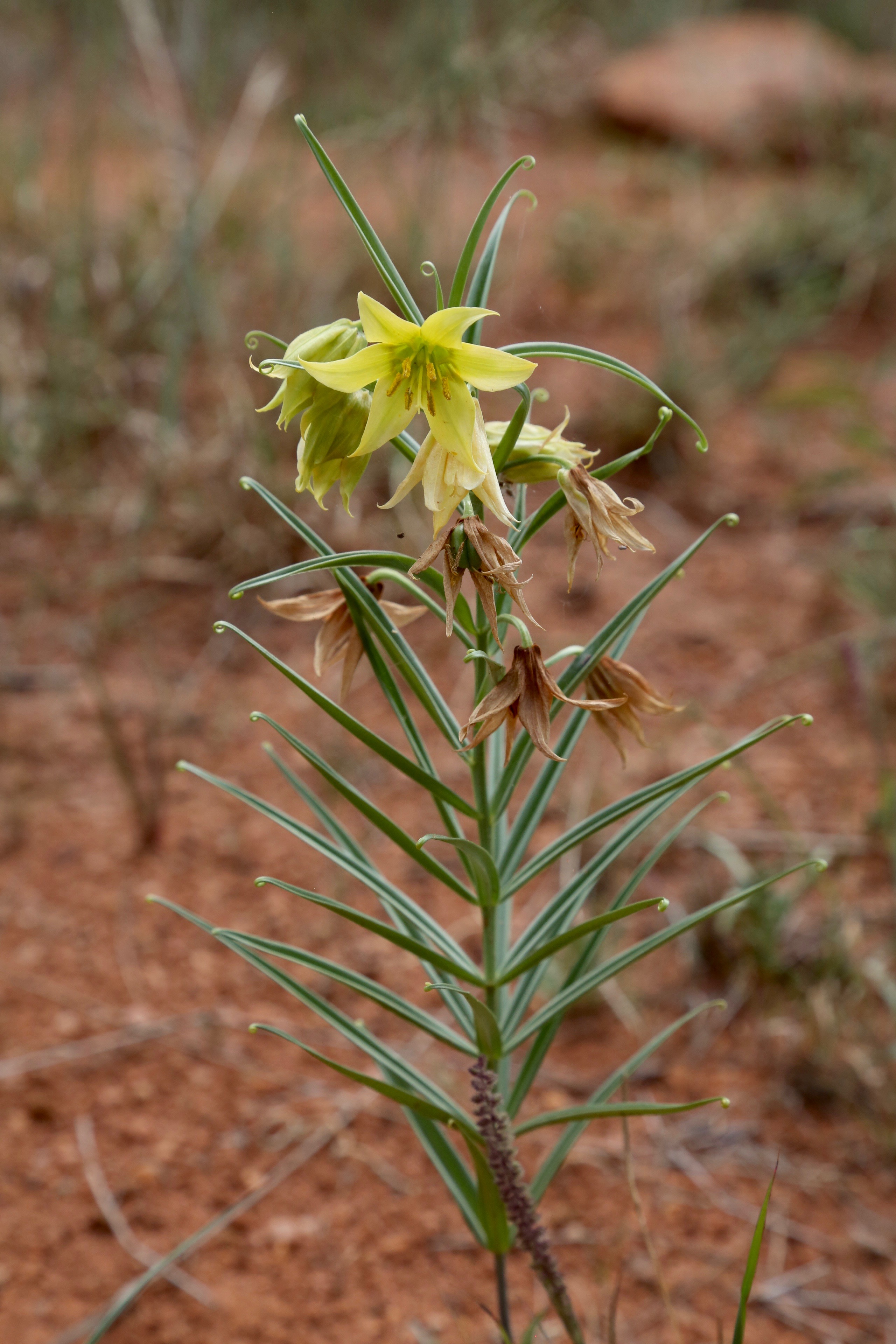
Gloriosa rigidifolia
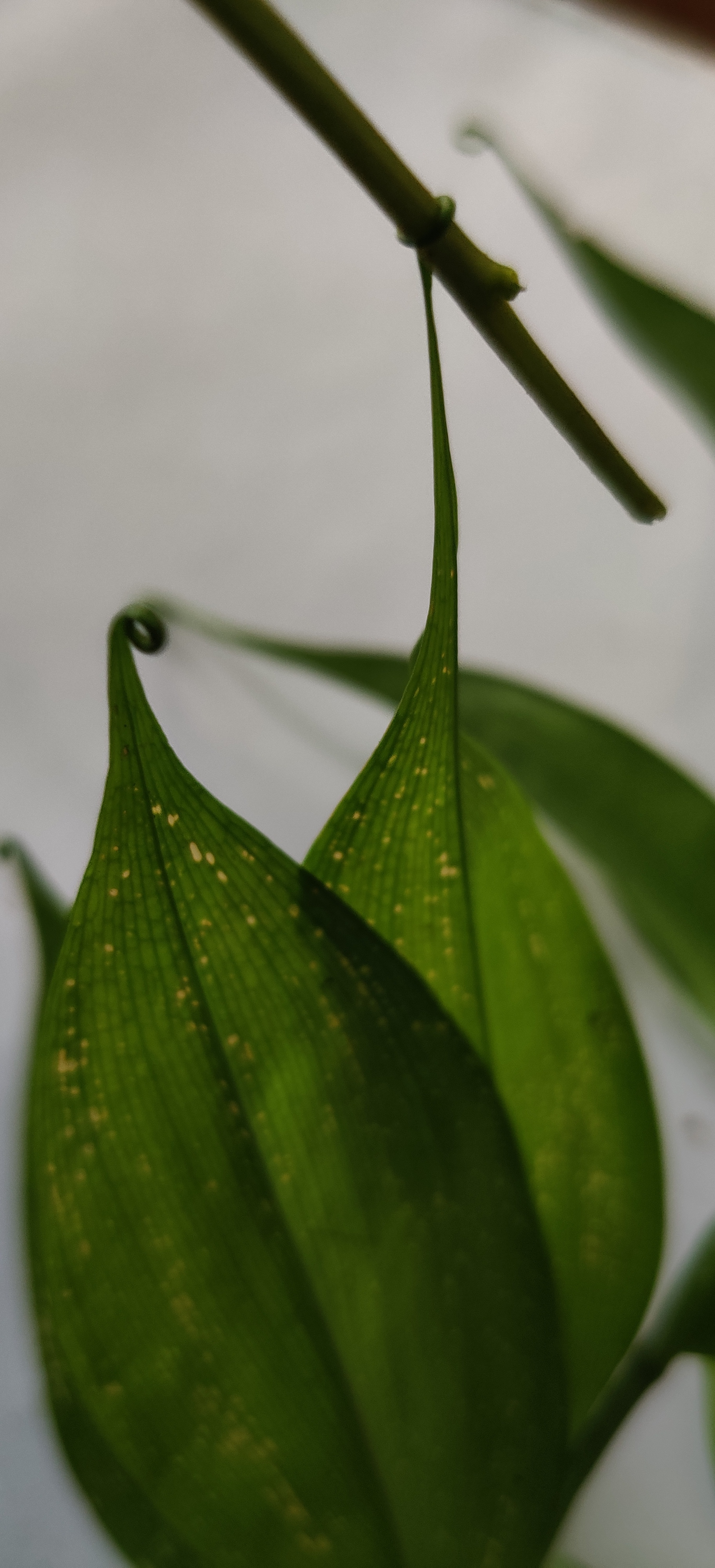
特徴的な葉先の巻きひげ
ローデシア軽歩兵連隊の連隊旗にあるグロリオサ